# Tunisien i olympiska sommarspelen 1968
Tunisien deltog i de olympiska sommarspelen 1968 med en trupp bestående av 7 deltagare. De erövrade en guldmedalj och en bronsmedalj.

## Medaljer

### Guld
- Mohammed Gammoudi - Friidrott, 5 000 meter

### Brons
- Mohammed Gammoudi - Friidrott, 10 000 meter